# 산음공주
산음공주(山陰公主) 유초옥(劉楚玉, 446년 ~ 465년)은 중국 남북조 시대 유송의 제5대 황제인 효무제의 딸이자 6대 황제 전폐제의 누나이다.
효무제와 문목황후 사이에서 태어난 자식들 중 가장 나이가 많으나, 정확한 생일이 언제인지는 알 수 없다. 아버지의 치세 때 산음공주(山陰公主)로 봉해지고 하집(何戢)과 결혼해 아들 하언(何偃)을 낳았다. 464년 아버지가 죽고 남동생 유자업이 전폐제로 즉위했다. 하루는 산음공주가 전폐제에게 말하길 "우리가 성별은 달라도 같은 아버지에게서 태어났는데, 황제께선 만 명의 여자를 궁궐에 거느렸지만 저는 남편이 하나뿐이니 불공평합니다" 라고 했다. 이에 전폐제는 누나에게 30명의 남첩(면수面首)을 하사했다. 또한 누나를 회계장공주(會稽長公主)로 격을 높여 주었다.
하지만 산음공주는 만족하지 못했고, 신하이자 고모부인 저연이 젊고 잘생긴 것을 보고 전폐제에게 그를 애인으로 내달라고 했다. 전폐제는 허했지만 저연은 거부했고, 산음공주는 저연을 포기했다.
465년, 포악음란한 짓을 거듭하던 전폐제가 암살당하고 전폐제와 산음공주의 숙부인 유욱(劉彧)이 즉위하니 그가 명제(明帝)이다. 명제는 산음공주와 또다른 동생 유자상(劉子尚)의 부도덕함을 거론하며 두 사람을 자살케 했으니, 이때 산음공주의 나이가 18세에서 19세 사이였다.
산음공주의 딸 하정영은 유송이 망한 뒤 들어선 제나라의 3대 황제 소소업과 결혼해 황후가 되었는데, 그녀 역시 어머니처럼 음란함으로 이름을 떨쳤다.